# 六叔丁氧基二钨
六叔丁氧基二钨是钨(III)的配位化合物，化学式为C24H54O6W2。它是红色固体，对空气敏感。它是含有W≡W键的电中性化合物的例子之一。它可用于炔烃复分解反应的试剂。它可由NaW2Cl7的四氢呋喃合物的复分解反应制得：
NaW2Cl7(thf)5  +  6 NaOBu-t  →  W2(OBu-t)6  +  7 NaCl  +  7 thf
它最初由W2(NMe2)6的醇解反应制备。
它和相应的Mo2类似物一样，具有类似于乙烷的构型。分子中W≡W键键长为233 pm。它是一种弱路易斯酸，可以和两分子吡啶形成加合物。